# امبوی (ویرجینیای غربی)
امبوی، غرب ویرجینیا (به انگلیسی: Amboy, West Virginia) یک منطقهٔ مسکونی در ایالات متحده آمریکا است که در ویرجینیای غربی واقع شده‌است.